# Xbps
X Binary Package System (XBPS) — бесплатная (лицензия BSD) система управления пакетами, первоначально разработанная как замена pkgsrc, а теперь являющаяся менеджером пакетов дистрибутива Void Linux. Создан командой Void Linux на языке Си. Включает в себя все необходимые программы для создания пакетов xbps и управления ими.
Поддерживаются несколько репозиториев, как локальных, так и удалённых (через HTTP/HTTPS/FTP). Удалённые репозитории подписываются с помощью RSA. Метаданные пакета и бинарные файлы пакета хэшируются с помощью SHA256. Состояние пакетов (аналогично dpkg) используется для минимизации риска дефектных пакетов во время установки или обновления.
Есть возможность
- продолжить незавершённую установку или обновление;
- распаковки только тех файлов, которые были обновлены в пакете;
- использования метапакетов;
- проверки несовместимости общих библиотек;
- замены пакетов;
- исключить пакеты из обновления;
- поддерживать/обновлять конфигурационные файлы;
- переустановки пакетов;
- установки пакетов с более низким номером версии;
- запускать сценарии до и после установки, удаления или обновления;
- проверки пакетов на предмет их состояния, отсутствующих файлов, хэшей, отсутствующих или неразрешённых зависимостей, изменённых символических ссылок и т. д.